# Stanisław Dąbski
Stanisław Kazimierz Dąmbski of Dąbski (ca. 1638 - Krakau, 15 december 1700), graaf van Lubraniec, was de 59e bisschop van Krakau, bisschop van Chełm, Łuck, Płock en Włocławek.

## Biografie
Stanisław Dąbski was een telg van de Poolse heraldische clan Godziemba. Zijn vele kerkelijke posities bezorgde hem een immense rijkdom.
Dąbski schonk een monstrans met edelstenen aan de Wawelkathedraal. Daarnaast renoveerde hij een aantal kerken, stichtte de Jezuïetenschool in Toruń, bouwde de Petrus-en-Pauluskathedraal in Łuck en het Paleis van de Bisschoppen van Koejavië in Toruń in 1693. Ook kocht hij in 1670 het landhuis van Kaczkowo (waaronder acht dorpen), waar hij een zomerpaleis liet bouwen, en tussen 1679-1681 één stad en tien dorpen nabij Iłów.
Dąbski verbood als bisschop van Wloclawek foltering in hekserijprocessen waarbij de beschuldigingen alleen waren gebaseerd op aanklacht en roddel.
De bisschop speelde een belangrijke rol in de staatsgreep en de daarop volgende benoeming van Frederik August I tot koning van Polen en grootvorst van Litouwen. Hij brak daarmee met een eeuwenlange Poolse traditie waarin Polen werd geregeerd door een monarch van Poolse afkomst en de oudste zoon zijn vader altijd opvolgde.
August II van Polen benoemde Dąbski op 30 maart 1700 tot bisschop van Krakau. Hij stierf echter nog datzelfde jaar. De bisschop is in de Sint-Petrus-en-Pauluskerk begraven.

## Gestichte bouwwerken

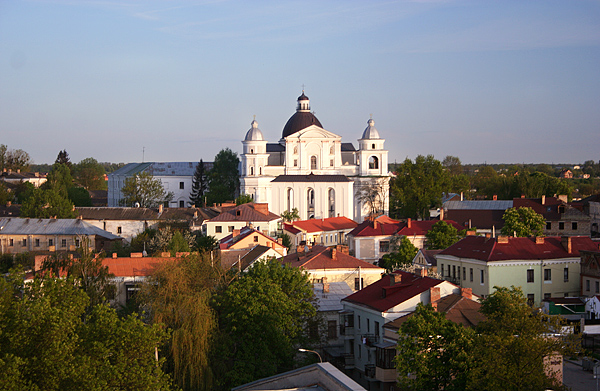
Petrus-en-Pauluskathedraal in Łuck
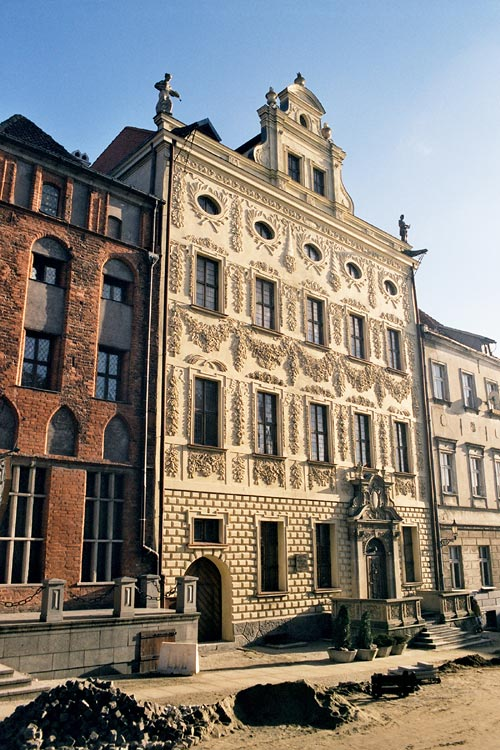
Het paleis van Dąbski in Toruń

- Gemeinsame Normdatei: 1029685274
- International Standard Name Identifier: 0000 0000 7189 9106
- Virtual International Authority File: 102229797
- WorldCat: E39PCjyWyXg7JDJJK9RW9v3Vcq